# Vienna Capitals
Vienna Capitals är en ishockeyklubb från Wien, Österrike, som spelar i österrikiska ishockeyligan.
Klubben bildades 2000.